# Эджфилд (Южная Каролина)
Эджфилд (англ. Edgefield) — крупнейший город и административный центр (столица) одноимённого округа в штате Южная Каролина в Соединённых Штатах Америки.
Согласно результатам переписи населения США, проведённой в 2020 году, число жителей города составляло 2322 человека, что, для такого небольшого населённого пункта, существенно меньше (− 51,1%), чем было во время предыдущей переписи прошедшей в 2010 году (4750 человек).

## История
В доколумбову эпоху здесь жили коренные американцы. В то время территория, которая позже стала округом Эджфилд, представляла собой обширную дикую местность с девственными лесами, редкими прериями, обширными зарослями тростника и сверкающими реками и ручьями. Она была разделена линией водопада: на песчаных почвах к юго-востоку от этой линии произрастали преимущественно сосны, а на богатых глинистой почве к северо-западу – преимущественно дубы и гикори. Здесь обитало множество диких животных: олени и индейки, а также лоси, бизоны, пантеры и медведи.
После Войны за независимость горожане обратили более пристальное внимание на создание местного самоуправления и восстановление экономики. В 1788 году 96-й округ был разделён на более мелкие. Тогда же были установлены границы округа Эджфилд и определено место для здания суда. Хотя в конце 1780-х годов были предприняты значительные, но безуспешные попытки внедрить табак в округ Эджфилд в качестве товарной культуры, коротковолокнистый хлопок начал брать на себя эту роль в конце 1790-х годов. Богатые глинистые почвы предгорий оказались идеальными для выращивания хлопка; были завезены африканские рабы, что привело к резкому росту численности афроамериканцев в округе Эджфилд. В течение первых двух десятилетий XIX века округ Эджфилд, как и большая часть предгорной части Южной Каролины, начал переживать беспрецедентный расцвет.
С началом Гражданской войны в апреле 1861 года подавляющее большинство жителей Эджфилда приветствовали конфликт, полагая, что они быстро одержат победу над Севером и риск отмены рабства будет ликвидирован. Сотни жителей Эджфилда добровольно пошли на службу и были быстро отправлены в Вирджинию, чтобы противостоять федеральным войскам. Они и представить себе не могли, на какие жертвы им придётся пойти в последующие четыре года. Ещё до окончания войны почти каждый мужчина Эджфилда в возрасте от 15 до 60 лет так или иначе участвовал в военных действиях и хотя война так и не зашла дальше Эйкена, жители Эджфилда пережили четыре кровавых года, за которые почти треть белых мужчин боеспособного возраста стали жертвами этой войны. Неисчислимые разрушения, причинённые войной, сложно сосчитать, а почти все ликвидные активы граждан были вложены в валюту или облигации Конфедерации, которые полностью обесценились.
В XIX веке сообщество сильно пострадало от серии пожаров, уничтоживших практически всю торговую зону города, за исключением здания суда. В 1881 и 1884 годах вся восточная и северная части города были опустошены огнём. В 1892 году сгорели южная и западная стороны Общественной площади. В 1884 году был принят городской указ, согласно которому все новые здания, возводимые в пределах 500 футов (152 метров) от городской площади, должны быть построены из кирпича. Именно на пепле этих трагических пожаров было возведено большинство нынешних сохранившихся старых зданий города.

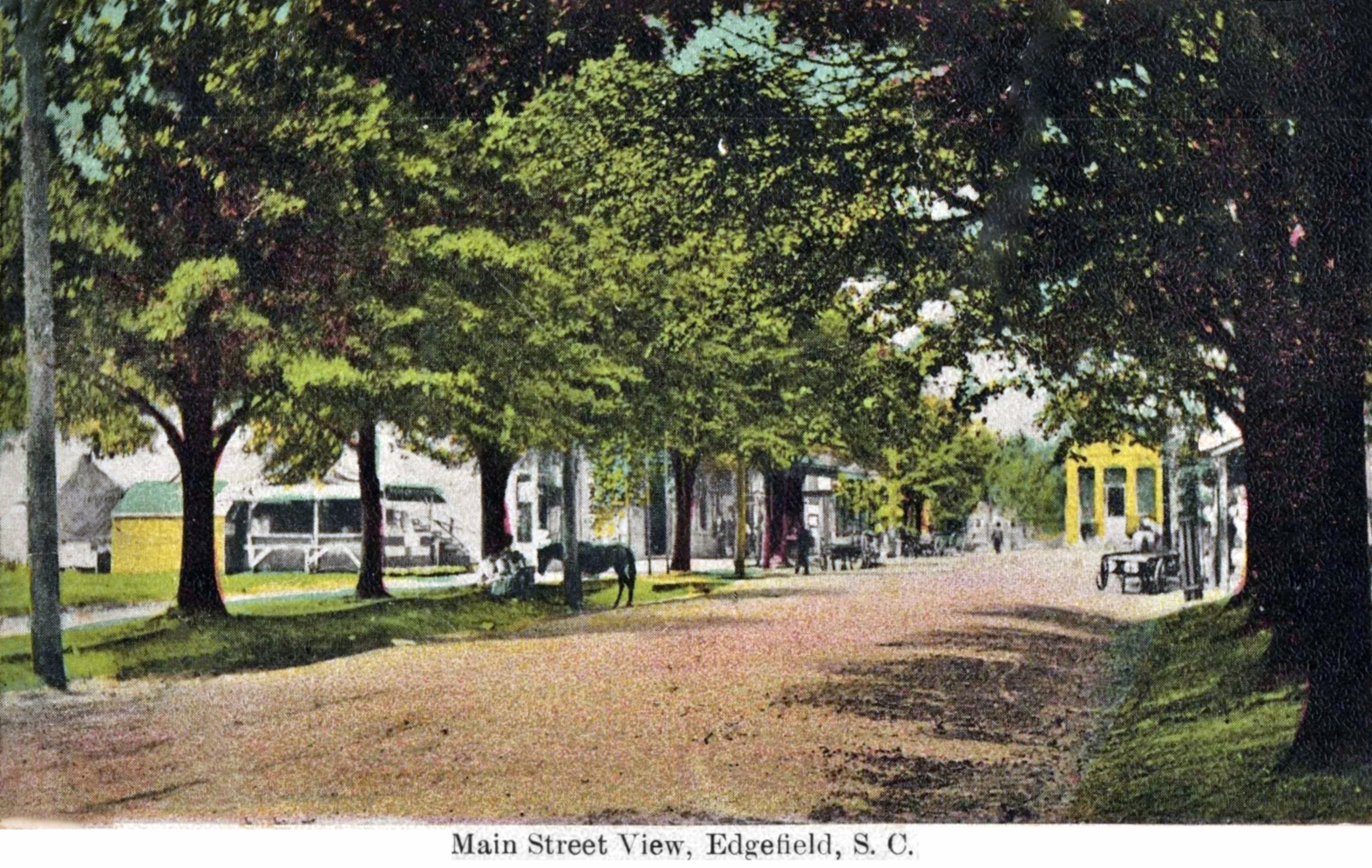
Мейн-Стрит в 1910 году

За более чем тридцатилетний период с конца 1880-х до начала 1920-х годов в Эджфилде произошло несколько позитивных событий. Наконец, в Эджфилд пришла железная дорога, был установлен первый телефон, построена мельница Эджфилд, в город приехал первый автомобиль, было проведено электричество, построены водопровод и канализация, построен новый отель, а улицы вокруг городской площади были заасфальтированы. С началом Первой мировой войны цены на хлопок взлетели, и воцарилось всеобщее процветание. Население города резко возросло, увеличившись с примерно 500 человек в 1880 году до 2500 к 1920 году. Казалось, Эджфилд наконец-то начал вставать с колен...
Но в 1921 году у города появился новый враг — хлопковый долгоносик, пришедший из Центральной Америки и шествовавший по Югу с начала века, который уничтожил урожай хлопка, на котором почти полностью основывалась экономика региона. Производство хлопка у фермеров упало более чем на 90%. Земли, которые более века были отведены под хлопок, простаивали. Издольщики, не имея больше возможности зарабатывать на жизнь, покинули фермы, а многие уехали из штата. В течение 1920-х годов доходы фермерских хозяйств падали; торговцы, не имея возможности взыскать долги с разоренных фермеров, оказались в затруднительном положении; банки обанкротились. 

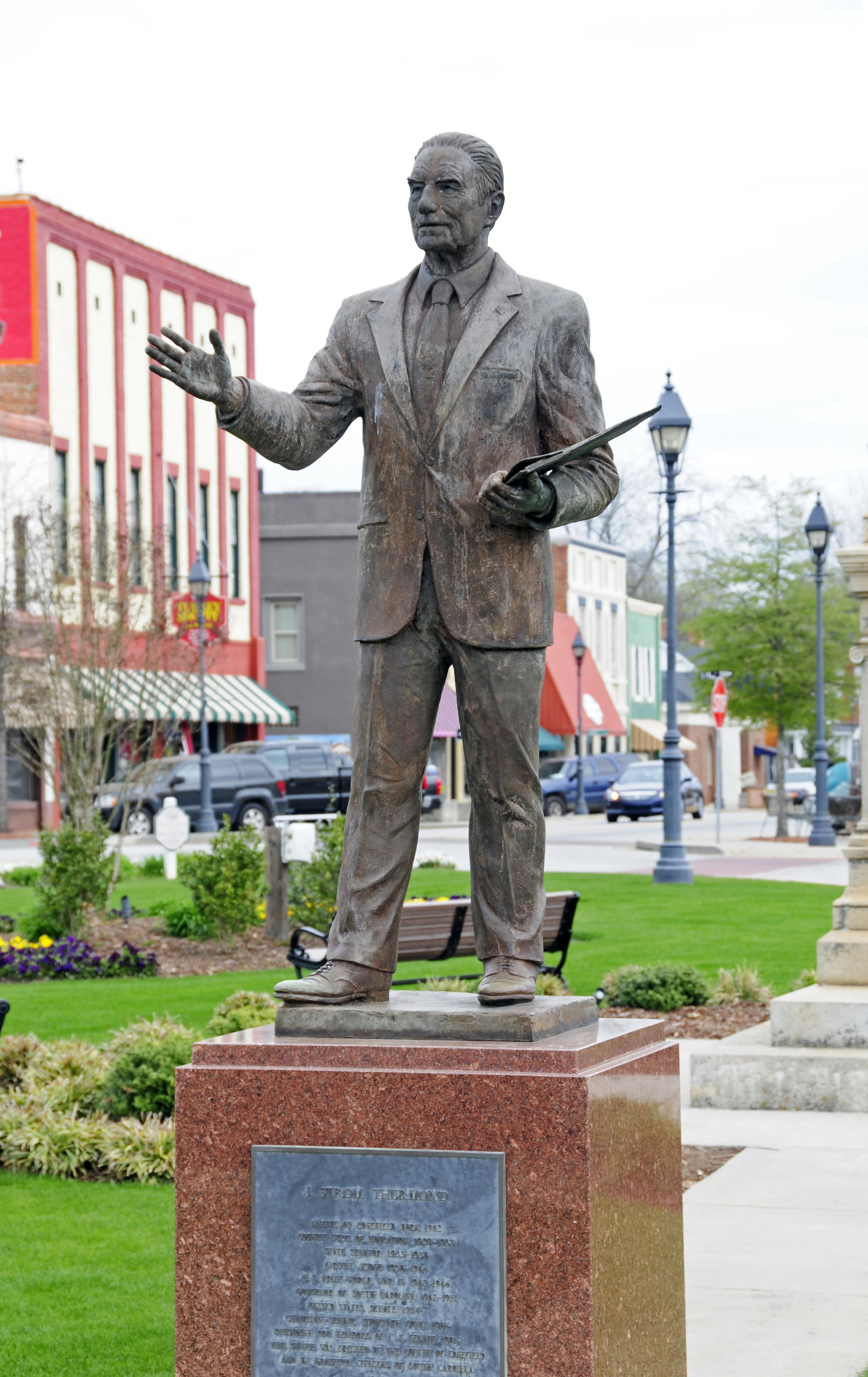
Памятник местному уроженцу, участнику ВМВ, генералу Строму Тёрмонду

Когда казалось, что экономические условия уже не могут ухудшиться, биржевой крах 1929 года и Великая депрессия ещё больше разорили округ. Население округа Эджфилд начало сокращаться и продолжало сокращаться по данным каждой переписи с 1920 по 1970 год.
Вторая мировая война принесла с собой новые беды. Молодые люди со всего округа пошли служить, некоторые семьи Эджфилда отправили на фронт по несколько сыновей и далеко не все они вернулись домой.
После войны в город пришли Crest Manufacturing Company, National Cabinet Company, Star Fibers, Federal Pacific Electric, Tranter и другие компании, которые оказали неоценимую роль в выходе местногй экономики из затяжного кризиса, однако мировая тенденция на вывод производства в страны с более дешевой рабочей силой принесла новые испытания. Перепись 2020 года показала снижение числа горожан более чем на 50% лишь за одно десятилетие.
Исторический центр города и множество отдельных архитектурных объектов города были занесены в Национальный реестр исторических мест США, что привлекает множество туристов и существенно способствует наполнению городского бюджета.

## География
Город Эджфилд расположен немного восточнее географического центра округа Эджфилд на высоте около 162 метров над уровнем моря.
В соответствии с данными указанными на сайте центрального статистического органа страны — Бюро переписи населения США, общая площадь Эджфилда составляет 4,3 квадратных мили (11,1 км²), из которых 4,2 квадратных мили (10,8 км²) занимает суша, а 0,1 квадратных мили (0,3 км² или 2,71%) приходится на водную поверхность.